# Flora (ressort)
Flora is een stadsressort van de Surinaamse hoofdstad Paramaribo. Het ligt ten westzuidwesten van het stadscentrum en omvat de wijken Flora, Bams, Balona Park, Van Kessel Park, Uitvlugt en Via Bella.
Het ressort is in het begin van de 21e eeuw flink uitgebreid met nieuwe woonwijken. Flora ontwikkelt zich als middenstandswijk, maar kent forse contrasten met volksbuurten en villawijken. Flora begint ook een vestingsplaats te worden voor bedrijven en hoofdkantoren.

## Sport
De voetbalclub SV Flora komt uit in de Tweede Divisie van de Surinaamse Voetbal Bond (stand 2019).

## Onderscheid
Het ressort Flora moet niet worden verward met de gelijknamige wijk Flora in Paramaribo, die deel uitmaakt van het ressort.
Beekhuizen · Blauwgrond · Centrum · Flora · Latour · Livorno · Munder · Pontbuiten · Rainville · Tammenga · Weg naar Zee · Welgelegen